# Rubycon
Rubycon är ett musikalbum av Tangerine Dream som lanserades i mars 1975 på skivbolaget Virgin Records. Skivan är stilmässigt en vidareutveckling av den ljudbild gruppen hade på Phaedra med flitigt användande av mellotron och moogsynth. Albumet, som består av titelkompositionen uppdelad i två delar, växlar gradvis mellan lugna och mer intensiva partier och kan ses som en tydlig föregångare till det som senare skulle komma att kallas ambient.
Skivan blev en kommersiell framgång för gruppen och är det album som nått högst placering av alla gruppens skivor på UK Albums Chart i Storbritannien. I gruppens hemland Tyskland nådde skivan dock inte listplacering.

## Låtlista
Sida 1
1. "Rubycon, Pt. 1" – 17:18

Sida 2
1. "Rubycon, Pt. 2" – 17:35

## Listplaceringar
- UK Albums Chart, Storbritannien: #12[1]